# A1 Team Australien
Das A1 Team Australien (englische Stilisierung: A1Team.Australia) war das australische Nationalteam in der A1GP-Serie.

## Geschichte

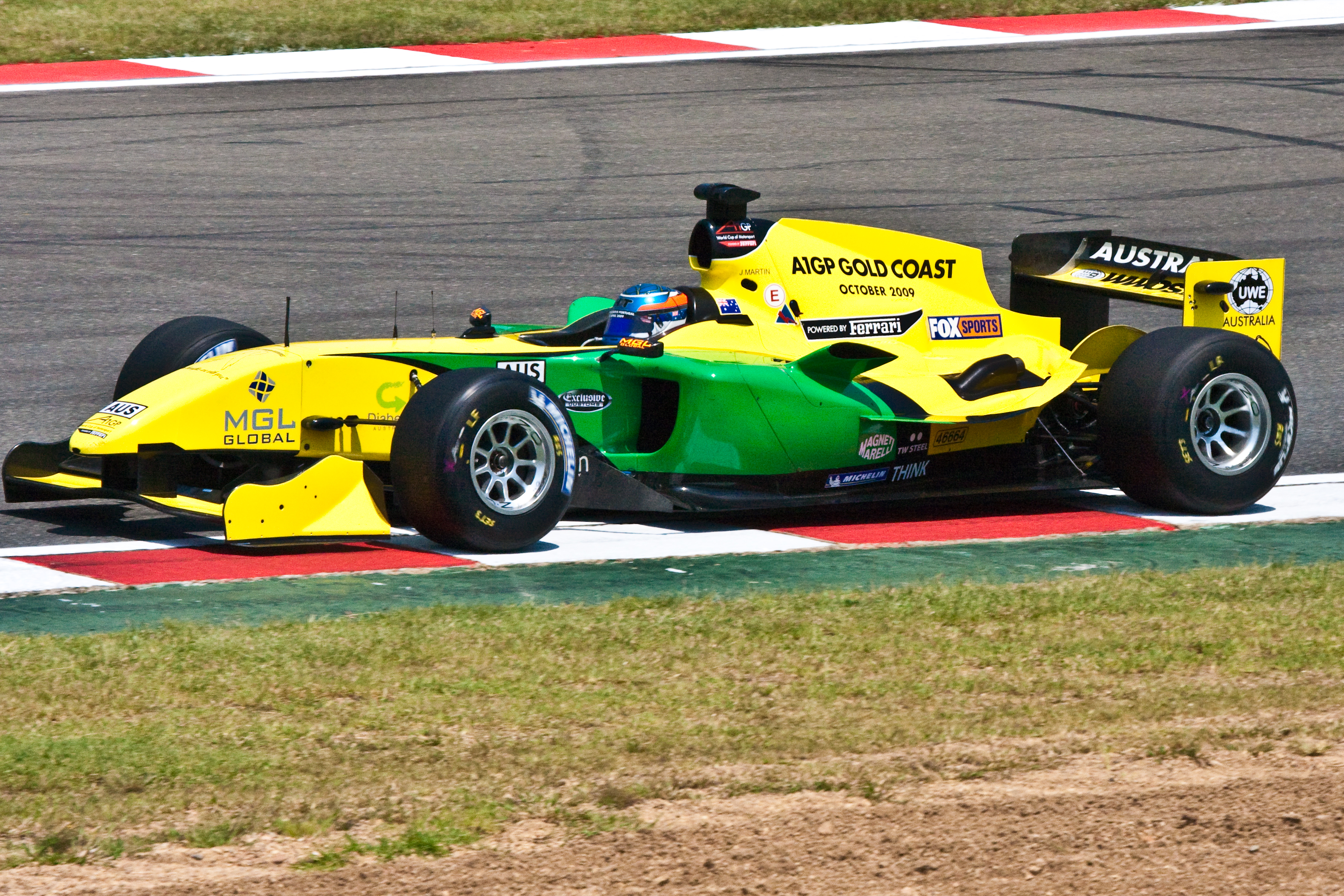
A1 Team Australien in Kyalami, Südafrika 2009

Das A1 Team Australien wurde von Alan Jones, Formel-1-Weltmeister von 1980, gegründet; als Rennstall fungierte seit Beginn das australische Team Alan Docking Racing.
In der ersten Saison war das Team Mittelmaß. Bereits am ersten Rennwochenende in Brands Hatch konnte es mit Platz zwei im Hauptrennen durch Will Power das beste Saisonergebnis erzielen. Weitere Saisonhöhepunkte stellten der dritte Platz von Marcus Marshall im Hauptrennen in Sentul und der dritte Platz von Ryan Briscoe im Hauptrennen in Shanghai dar. Das Team beendete die Saison auf Rang 13 mit 51 Punkten.
In der folgenden Saison lief es unverändert. Dem Team gelangen wiederum drei Podestplatzierungen, nämlich je ein dritter Platz von Ryan Briscoe im Hauptrennen in Zandvoort, von Karl Reindler im Hauptrennen in Peking und von Ian Dyk im Sprintrennen in Mexiko-Stadt. Es beendete die Saison erneut auf dem 13. Gesamtplatz mit 25 Punkten.
Die dritte Saison stellte die schlechteste des Teams dar. Nur fünf Punkteplatzierungen konnten erzielt werden, das beste Resultat war dabei ein fünfter Platz durch John Martin beim Hauptrennen im heimischen Eastern Creek. Das Team beendete die Saison auf der 17. Gesamtposition mit 20 Punkten.
In der vierten Saison war ein klarer Aufwärtstrend zu erkennen. Mit drei vierten Plätzen und insgesamt sieben Punkteresultaten, allesamt von Martin erzielt, belegte das Team am Ende Gesamtrang acht mit 36 Punkten.
Das A1 Team Australien hat an allen 39 Rennwochenenden der A1GP-Serie teilgenommen.

## Fahrer
Das A1 Team Australien setzte an Rennwochenenden zehn verschiedene Fahrer ein, von denen acht auch an den Rennen selbst teilnahmen. Außerdem kam beim offiziellen Test in Silverstone 2006 Barton Mawer und beim ersten offiziellen Test 2007 an selber Stelle Daniel Ricciardo zum Einsatz.

### Übersicht der Fahrer
| Fahrer           | RG | SR | HR | RS | 1. Pl.  | 2. Pl.  | 3. Pl.  | PP | SRR | Pkt. |
| ---------------- | -- | -- | -- | -- | ------- | ------- | ------- | -- | --- | ---- |
| Martin, John     | 26 | 13 | 13 | 7  | 0 (0/0) | 0 (0/0) | 0 (0/0) | 0  | 1   | 54   |
| Dyk, Ian         | 14 | 7  | 7  | 6  | 0 (0/0) | 0 (0/0) | 1 (1/0) | 0  | 0   | 9    |
| Briscoe, Ryan    | 10 | 5  | 5  | –  | 0 (0/0) | 0 (0/0) | 2 (0/2) | 0  | 0   | 24   |
| Davison, Will    | 10 | 5  | 5  | –  | 0 (0/0) | 0 (0/0) | 0 (0/0) | 0  | 0   | 13   |
| Reindler, Karl   | 10 | 5  | 5  | 4  | 0 (0/0) | 0 (0/0) | 1 (0/1) | 0  | 0   | 8    |
| Jones, Christian | 4  | 2  | 2  | –  | 0 (0/0) | 0 (0/0) | 0 (0/0) | 0  | 0   | 0    |
| Marshall, Marcus | 2  | 1  | 1  | –  | 0 (0/0) | 0 (0/0) | 1 (0/1) | 0  | 0   | 8    |
| Power, Will      | 2  | 1  | 1  | –  | 0 (0/0) | 1 (0/1) | 0 (0/0) | 0  | 0   | 16   |
| Walsh, Ashley    | -  | –  | –  | 3  | 0 (0/0) | 0 (0/0) | 0 (0/0) | 0  | 0   | -    |
| Antunes, Nathan  | -  | –  | –  | 2  | 0 (0/0) | 0 (0/0) | 0 (0/0) | 0  | 0   | -    |

Legende: RG = Rennen gesamt; SR = Sprintrennen; HR = Hauptrennen; RS = Rookie-Sessions; PP = Pole-Position; SRR = schnellste Rennrunde

## Ergebnisse
| Saison | 1         | 1         | 2          | 2          | 3       | 3       | 4          | 4          | 5       | 5       | 6          | 6          | 7          | 7          | 8         | 8         | 9         | 9         | 10        | 10        | 11        | 11        | Rang | Punkte |
| ------ | --------- | --------- | ---------- | ---------- | ------- | ------- | ---------- | ---------- | ------- | ------- | ---------- | ---------- | ---------- | ---------- | --------- | --------- | --------- | --------- | --------- | --------- | --------- | --------- | ---- | ------ |
| 05/06  | Brands H. | Brands H. | EuroSpeed. | EuroSpeed. | Estoril | Estoril | Eastern C. | Eastern C. | Sepang  | Sepang  | Dubai      | Dubai      | Durban     | Durban     | Sentul    | Sentul    | Monterrey | Monterrey | Laguna S. | Laguna S. | Shanghai  | Shanghai  | 13.  | 51     |
| 05/06  | 4 POW     | 2 POW     | 15 JON     | 14 JON     | 24 DAV  | 6 DAV   | 11 DAV     | 6 DAV      | 24 DAV  | 11 DAV  | 21 DAV     | 10 DAV     | 9 DAV      | 22 DAV     | 16 MMA    | 3 MMA     | 16 JON    | 19 JON    | 10 BRI    | 8 BRI     | 9 BRI     | 3 BRI     | 13.  | 51     |
| 06/07  | Zandvoort | Zandvoort | Brno       | Brno       | Peking  | Peking  | Sepang     | Sepang     | Sentul  | Sentul  | Taupo      | Taupo      | Eastern C. | Eastern C. | Durban    | Durban    | Mexiko-S. | Mexiko-S. | Shanghai  | Shanghai  | Brands H. | Brands H. | 13.  | 25     |
| 06/07  | 13 BRI    | 3 BRI     | 15 REI     | 16 REI     | 12 REI  | 3 REI   | 12 BRI     | 17 BRI     | 6 BRI   | 10 BRI  | 14 REI     | 13 REI     | 14 REI     | 14 REI     | 16 REI    | 18 REI    | 3 DYK     | 8 DYK     | 16 DYK    | 21 DYK    | 14 DYK    | 19 DYK    | 13.  | 25     |
| 07/08  | Zandvoort | Zandvoort | Brno       | Brno       | Sepang  | Sepang  | Zhuhai     | Zhuhai     | Taupo   | Taupo   | Eastern C. | Eastern C. | Durban     | Durban     | Mexiko-S. | Mexiko-S. | Shanghai  | Shanghai  | Brands H. | Brands H. | ---       | ---       | 17.  | 20     |
| 07/08  | 21 DYK    | 12 DYK    | 22 DYK     | 13 DYK     | 22 DYK  | 9 DYK   | 13 DYK     | 15 DYK     | 9 JMA   | 17 JMA  | 6 JMA      | 5 JMA      | 6 JMA      | 14 JMA     | 21 JMA    | 21 JMA    | 15 JMA    | 14 JMA    | 14 JMA    | 22 JMA    |           |           | 17.  | 20     |
| 08/09  | Zandvoort | Zandvoort | Chengdu    | Chengdu    | Sepang  | Sepang  | Taupo      | Taupo      | Kyalami | Kyalami | Algarve    | Algarve    | Brands H.  | Brands H.  | ---       | ---       | ---       | ---       | ---       | ---       | ---       | ---       | 8.   | 36     |
| 08/09  | 11 JMA    | 4 JMA     | 11 JMA     | 6 JMA      | 8 JMA   | 4 JMA   | 19 JMA     | 4 JMA      | 12 JMA  | 13 JMA  | 10 JMA     | 12 JMA     | 7 JMA      | 8 JMA      |           |           |           |           |           |           |           |           | 8.   | 36     |

| Legende  | Legende            | Legende                                                          |
| Farbe    | Abkürzung          | Bedeutung                                                        |
| -------- | ------------------ | ---------------------------------------------------------------- |
| Gold     | –                  | Sieg                                                             |
| Silber   | –                  | 2. Platz                                                         |
| Bronze   | –                  | 3. Platz                                                         |
| Grün     | –                  | Platzierung in den Punkten                                       |
| Blau     | –                  | Klassifiziert außerhalb der Punkteränge                          |
| Violett  | DNF                | Rennen nicht beendet (did not finish)                            |
| Violett  | NC                 | nicht klassifiziert (not classified)                             |
| Rot      | DNQ                | nicht qualifiziert (did not qualify)                             |
| Rot      | DNPQ               | in Vorqualifikation gescheitert (did not pre-qualify)            |
| Schwarz  | DSQ                | disqualifiziert (disqualified)                                   |
| Weiß     | DNS                | nicht am Start (did not start)                                   |
| Weiß     | WD                 | zurückgezogen (withdrawn)                                        |
| Hellblau | PO                 | nur am Training teilgenommen (practiced only)                    |
| Hellblau | TD                 | Freitags-Testfahrer (test driver)                                |
| ohne     | DNP                | nicht am Training teilgenommen (did not practice)                |
| ohne     | INJ                | verletzt oder krank (injured)                                    |
| ohne     | EX                 | ausgeschlossen (excluded)                                        |
| ohne     | DNA                | nicht erschienen (did not arrive)                                |
| ohne     | C                  | Rennen abgesagt (cancelled)                                      |
| ohne     | keine WM-Teilnahme |                                                                  |
| sonstige | P/fett             | Pole-Position                                                    |
| sonstige | 1/2/3/4/5/6/7/8    | Punktplatzierung im Sprint-/Qualifikationsrennen                 |
| sonstige | SR/kursiv          | Schnellste Rennrunde                                             |
| sonstige | *                  | nicht im Ziel, aufgrund der zurückgelegten Distanz aber gewertet |
| sonstige | ()                 | Streichresultate                                                 |
| sonstige | unterstrichen      | Führender in der Gesamtwertung                                   |